# 도라노몬역
도라노몬역(일본어: 虎ノ門駅 도라노몬에키[*])은 도쿄도 미나토구에 있는 철도역이다.

## 역 구조
상대식 승강장 2면 2선의 지하역.

### 승강장
| 1 | 긴자 선 | 아카사카미쓰케・시부야 방면 |
| 2 | 긴자 선 | 긴자・우에노・아사쿠사 방면 |

시부야, 아사쿠사 방향으로 각각 당역 시발 열차가 새벽에 1개만 설정되어 있다. 이들은 신바시 역과 다메이케산노 역 구내 입환선에서 출고한다.

## 역세권 정보
- 가스미가세키
- 가스미가세키역(히비야 선・마루노우치 선・지요다 선)
- 국도 제1호선
- 도라노몬 힐스
- 도라노몬 힐스 역(히비야 선, 환승역)
- 도쿄 TV
- 우치사이와이초 역(미타 선)
- 일본우정 본사
- 특허청

## 역사
- 1938년 11월 18일: 도쿄 고속철도(현재의 긴자 선)의 역이 영업 개시.
- 1939년 2월: 아카사카미쓰케 역 ~ 당역 ~ 신바시 역 간 단선 운행.
- 1941년 9월 1일: 도쿄 고속철도가 재편되면서 에이단 지하철의 역이 됨.
- 1954년 8월 27일: 역 확장 공사를 결정함.
- 2004년 4월 1일: 에이단 지하철이 민영화로 도쿄 메트로의 역이 됨.
- 2005년 2월 21일: 역 부근의 도로 주행 중 트레일러가 쌓아 놓은 중장비의 팔이 오작동하여 7번 출입구의 지붕에 충돌 사고 발생.

## 인접역
| 도쿄 메트로 3호선            | 도쿄 메트로 3호선 | 도쿄 메트로 3호선        |
| ---------------------------- | ----------------- | ------------------------ |
| G06 다메이케산노 시부야 방면 | 긴자 선           | G08 신바시 아사쿠사 방면 |